# 保羅·佩洛西
保罗·弗朗西斯·佩洛西（英語：Paul Francis Pelosi Sr.，1940年4月15日—）是一位美国商人，拥有并经营一家总部位于旧金山的房地产与风险投资咨询公司Financial Leasing Services Inc。此外，他还是现已不复存在的美国橄榄球联盟萨克拉门托美洲狮队的老板。他是前任美国众议院议长南希·佩洛西的丈夫。
佩洛西出生于旧金山。他是许多的慈善机构与公司董事会的成员。他在乔治敦大学获得外交服务理学学士学位，曾在纽约大学斯特恩商学院和哈佛商学院学习。自2009年以来，他一直担任乔治敦大学外交服务委员会主席。
在投资美国橄榄球联盟奥克兰入侵者队之后，他在2009年以1200万美元的价格买下了美国橄榄球联盟的加州红杉队。红杉队后来搬到了萨克拉门托，成为萨克拉门托美洲狮队。

## 个人生活
他是美国众议院第52任议长南希·佩洛西的丈夫。1963年9月7日，他们在马里兰州巴尔的摩的玛丽女王大教堂举行了婚礼。他的财富极大地促进了他妻子的政治生涯。他和南希·佩洛西有五个孩子，Nancy Corinne、Christine、Jacqueline、Paul和Alexandra，还有八个孫輩。
2022年5月28日，保罗因酒后驾车发生车祸被加州纳帕县警方逮捕，同年8月23日被判5天监禁、赔偿6800美元罚款及赔偿金、完成酒后驾车教育计划及三年感化令。
2022年10月28日，一名42岁男子持锤子闯入保罗在旧金山的家，不断大喊“南希在哪里”，之后用锤子打伤了保罗，导致保罗颅骨骨折、双手及右臂受重伤。男子随后被警方当场逮捕，保罗则因钝器伤被送往医院接受治疗，而袭击发生的时候南希在华盛顿。后来旧金山警方为涉案男子做笔录，当中男子表示自己原本打算胁持南希，因为南希是“谎话连篇”的民主党领袖，想质问一下，如果说谎就要打断她的膝盖骨，让她坐轮椅回国会上班。但由于南希没在家，男子便叫醒了保罗，用锤子敲了保罗的头盖骨，之后看着保罗打电话报警。10月31日，旧金山地区检察官办公室对德帕普提出六项重罪指控，包括谋杀未遂、入室盗窃、虐待老人、使用致命武器袭击、非法监禁老人和威胁公职人员家属。